# NGC 589
NGC 589 este o galaxie spirală, posibil lenticulară, situată în constelația Balena. A fost descoperită în anul 1886 de către Frank Muller. De asemenea, a fost observată încă o dată de către Herbert Howe.